# (6133) Royaldutchastro
(6133) Royaldutchastro est un astéroïde de la ceinture principale.

## Description
(6133) Royaldutchastro est un astéroïde de la ceinture principale. Il fut découvert le 14 septembre 1990 à Palomar par Henry E. Holt. Il présente une orbite caractérisée par un demi-grand axe de 2,47 UA, une excentricité de 0,18 et une inclinaison de 2,6° par rapport à l'écliptique.